# Kathleen Turner
Kathleen Turner, született Mary Kathleen Turner (Springfield, Missouri, 1954. június 19. –) kétszeres Golden Globe-díjas, valamint Oscarra és Tony-díjra jelölt amerikai színésznő, rendező.
Az 1980-as években vált híressé A test melege (1981), az Agyban nagy (1983), a Szenvedélyes bűnök (1984), A smaragd románca (1984) és A Prizzik becsülete (1985) című filmekkel – utóbbi két szereplésével Golden Globe-díjakat nyert. 1986-ban bemutatott Előre a múltba című fantasyfilmjéért Oscarra jelölték. Az 1980-as évek végén és az 1990-es évek elején fontosabb filmjei voltak Az alkalmi turista (1988), A rózsák háborúja (1989), a 2 és 1/2 kém (1993) és a Titkos gyilkos mama (1994). 
1999-től az Öngyilkos szüzek (1999), a Minizsenik (1999) és a Mindent a szépségért (2000) című filmekben tűnt fel, továbbá Chandler Bing nőimitátor apját játszotta vendégszereplőként a Jóbarátokban. A Kaliforgia című drámasorozat 2009-es harmadik évadjában a kiégett és szexmániás Sue Collini üzletasszonyt játszotta. Hangját kölcsönözte a Roger nyúl a pácban (1988) és a Rém rom (2006) című animációs filmekben, valamint A Simpson család és a Texas királyai tévésorozatokban.
Színpadi színészként kétszer jelölték Tony-díjra, a Macska a forró bádogtetőn és a Nem félünk a farkastól című darabokban nyújtott alakításaiért.

## Pályafutása
A 1970-es évek szappanoperákban szerepelt. Az 1981-es A test melege thrillerben mutatkozott be, amely sikert hozott a számára. Emlékezetes alakítást nyújtott a Szenvedélyes bűnökben. Az 1984-es A smaragd románca című kalandfilmje Michael Douglas partnereként világsiker lett, melynek folytatása is elkészült A Nílus gyöngye címmel. Oscar-díjra jelölték az Előre a múltba (1986) Coppola-filmben nyújtott alakításáért. 1989-ben ismét Michael Douglasszel szerepelt A rózsák háborúja című filmben. Emlékezetes alakítást nyújtott a Titkos gyilkos mama című komédiában is. 

## Filmográfia

### Film
| Év   | Magyar cím                            | Eredeti cím                       | Szerep                           | Magyar hang        |
| ---- | ------------------------------------- | --------------------------------- | -------------------------------- | ------------------ |
| 1981 | A test melege                         | Body Heat                         | Matty Walker                     | Kocsis Mariann     |
| 1983 | Agyban nagy                           | The Man with Two Brains           | Dolores Benedict                 | Orosz Helga        |
| 1984 | A smaragd románca                     | Romancing the Stone               | Joan Wilder                      | Bánsági Ildikó     |
| 1984 | A smaragd románca                     | Romancing the Stone               | Joan Wilder                      | Kubik Anna         |
| 1984 | A smaragd románca                     | Romancing the Stone               | Joan Wilder                      | Udvaros Dorottya   |
| 1984 | A sólyomszigeti küldetés              | A Breed Apart                     | Stella Clayton                   | Kiss Erika         |
| 1984 | A sólyomszigeti küldetés              | A Breed Apart                     | Stella Clayton                   | Orosz Helga        |
| 1984 | Szenvedélyes bűnök                    | Crimes of Passion                 | Joanna Crane / China Blue        | Balogh Erika       |
| 1985 | A Prizzik becsülete                   | Prizzi's Honor                    | Irene Walkervisks / Irene Walker | Takács Katalin     |
| 1985 | A Prizzik becsülete                   | Prizzi's Honor                    | Irene Walkervisks / Irene Walker | Farkas Zsuzsa      |
| 1985 | A Nílus gyöngye                       | The Jewel of the Nile             | Joan Wilder                      | Piros Ildikó       |
| 1986 | Előre a múltba                        | Peggy Sue Got Married             | Peggy Sue Bodell                 | Frajt Edit         |
| 1986 | Előre a múltba                        | Peggy Sue Got Married             | Peggy Sue Bodell                 | Orosz Anna         |
| 1987 | Júlia és Júlia                        | Julia and Julia                   | Julia                            |                    |
| 1988 | Szemenszedett szenzáció               | Switching Channels                | Christy Colleran                 | Hegyi Barbara      |
| 1988 | Roger nyúl a pácban                   | Who Framed Roger Rabbit           | Jessica Rabbit (hangja)          | Császár Angela     |
| 1988 | Az alkalmi turista                    | The Accidental Tourist            | Sarah Leary                      | Andresz Kati       |
| 1989 |                                       | Tummy Trouble (rövidfilm)         | Jessica Rabbit (hangja)          |                    |
| 1989 | A rózsák háborúja                     | The War of the Roses              | Barbara Rose                     | Bánsági Ildikó     |
| 1990 |                                       | Roller Coaster Rabbit (rövidfilm) | Jessica Rabbit (hangja)          |                    |
| 1991 | V, mint Viktória                      | V.I. Warshawski                   | Victoria 'V. I.' Warshawski      | Básti Juli         |
| 1993 |                                       | Trail Mix-Up (rövidfilm)          | Jessica Rabbit (hangja)          |                    |
| 1993 | Csupaszon New Yorkban                 | Naked in New York                 | Dana Coles                       |                    |
| 1993 | 2 és 1/2 kém                          | Undercover Blues                  | Jane Blue                        | Piros Ildikó       |
| 1993 | Kártyavár                             | House of Cards                    | Ruth Matthews                    | Básti Juli         |
| 1994 | Titkos gyilkos mama                   | Serial Mom                        | Beverly R. Sutphin               | Farkas Zsuzsa      |
| 1994 | Titkos gyilkos mama                   | Serial Mom                        | Beverly R. Sutphin               | Básti Juli         |
| 1995 | Holdfény és Valentino (A Hold színei) | Moonlight and Valentino           | Alberta Trager                   | Andai Györgyi      |
| 1995 | Holdfény és Valentino (A Hold színei) | Moonlight and Valentino           | Alberta Trager                   | Andresz Kati       |
| 1995 | Holdfény és Valentino (A Hold színei) | Moonlight and Valentino           | Alberta Trager                   | Zakariás Éva       |
| 1995 | A jégkirálynő                         | The Snow Queen                    | Jégkirálynő (hangja)             |                    |
| 1997 |                                       | Bad Baby                          | Gloria Goode (hangja)            |                    |
| 1997 | Csiri Bá!                             | A Simple Wish                     | Claudia                          | Udvaros Dorottya   |
| 1997 | A szőke az igazi                      | The Real Blonde                   | Dee Dee Taylor                   | Menszátor Magdolna |
| 1999 |                                       | Love and Action in Chicago        | közvetítő                        |                    |
| 1999 | Öngyilkos szüzek                      | The Virgin Suicides               | Mrs. Lisbon                      | Fehér Anna         |
| 1999 | Öngyilkos szüzek                      | The Virgin Suicides               | Mrs. Lisbon                      | Menszátor Magdolna |
| 1999 | Minizsenik                            | Baby Geniuses                     | Elena Kinder                     |                    |
| 2000 | Mindent a szépségért                  | Beautiful                         | Verna Chickle                    |                    |
| 2000 |                                       | Prince of Central Park            | Rebecca Cairn                    |                    |
| 2006 | Rém rom                               | Monster House                     | Constance (hangja)               | Andresz Kati       |
| 2008 | Marley meg én                         | Marley & Me                       | Ms. Kornblut                     | Bokor Ildikó       |
| 2011 | A tökéletes család                    | The Perfect Family                | Eileen Cleary                    |                    |
| 2013 | Ápolónő 3D                            | Nurse 3D                          | Betty Watson főnővér             |                    |
| 2014 | Dumb és Dumber kettyó                 | Dumb and Dumber To                | Fraida Felcher                   | Andresz Kati       |
| 2015 |                                       | Emily & Tim                       | narrátor (hangja)                |                    |
| 2017 |                                       | Someone Else's Wedding            | Barbara Haines                   |                    |

### Televízió
| Év        | Magyar cím                     | Eredeti cím                 | Szerep                             | Megjegyzések                                 |
| --------- | ------------------------------ | --------------------------- | ---------------------------------- | -------------------------------------------- |
| 1994      | A Simpson család               | The Simpsons                | Stacy Lovell (hangja)              | 1 epizód                                     |
| 1995      | Szeret, nem szeret             | Friends at Last             | Fanny Connelyn                     | tévéfilm                                     |
| 1998      | A jog vadorzói                 | Legalese                    | Brenda Whitlass                    | - tévéfilm - magyar hangja: - Bánsági Ildikó |
| 2000      |                                | Cinderella                  | Claudette                          | tévéfilm                                     |
| 2000      | Texas királyai                 | King of the Hill            | Miss Liz Strickland (hangja)       | 3 epizód                                     |
| 2001      | Jóbarátok                      | Friends                     | Charles Bing / Helena Handbasket   | 3 epizód                                     |
| 2006      | Esküdt ellenségek              | Law & Order                 | Rebecca Shane                      | 1 epizód                                     |
| 2006      | Kés/Alatt                      | Nip/Tuck                    | Cindy Plumb                        | 1 epizód                                     |
| 2009      | Kaliforgia                     | Californication             | Sue Collini                        | 10 epizód                                    |
| 2016–2017 |                                | The Path                    | Brenda Roberts                     | 2 epizód                                     |
| 2017      | Family Guy                     | Family Guy                  | önmaga (hangja)                    | 1 epizód                                     |
| 2019      | Hárman a Földön: Arcadia meséi | 3Below: Tales of Arcadia    | Gwendolyn (hangja)                 | 1 epizód                                     |
| 2019      | Dolly Parton: A szív húrjai    | Dolly Parton's Heartstrings | Mary "Csontos" Shaw                | - 1 epizód - magyar hangja: - Pásztor Erzsi  |
| 2019      | Rick és Morty                  | Rick and Morty              | Monogatron vezér felesége (hangja) | 1 epizód                                     |
| 2019–2021 | A Kominsky módszer             | The Kominsky Method         | Ruth (Sandy exfelesége)            | 1 epizód                                     |
| 2020      | Anyák gyöngye                  | Mom                         | Cookie                             | 2 epizód                                     |
| 2020      | Bűbáj tábor                    | Summer Camp Island          | Vakond bíró (hangja)               | 1 epizód                                     |
| 2020      |                                | Prop Culture                | önmaga                             | 1 epizód                                     |
| 2020      | Varázslók: Arcadia meséi       | Wizards                     | a tó asszonya (hangja)             | 1 epizód                                     |